# Vardāvard-e Soflá
Vardāvard-e Soflá (persiska: وَرداوَردِ سُفلَى, وَرداوَرِ پائين, وَردُّد سُفلَ, وَر داوَدِ سُفلَى, وردآورد سفلی) är en ort i Iran.   Den ligger i provinsen Hamadan, i den nordvästra delen av landet, 300 km väster om huvudstaden Teheran. Vardāvard-e Soflá ligger 1 981 meter över havet och antalet invånare är 185.
Terrängen runt Vardāvard-e Soflá är huvudsakligen kuperad, men åt nordost är den bergig. Runt Vardāvard-e Soflá är det ganska tätbefolkat, med 86 invånare per kvadratkilometer. Närmaste större samhälle är Pasragad Branch, 18,4 km nordost om Vardāvard-e Soflá. Trakten runt Vardāvard-e Soflá består i huvudsak av gräsmarker.